# Хіврич Юрій Єгорович
Ю́рій Єго́рович Хі́врич (нар. 29 травня 1949, Єнакієве, Донецька область) — державний діяч України, фахівець у галузі житлово-комунального господарства, міністр з питань ЖКГ України (2010).

## Життєпис
Закінчив Комунарський гірничо-металургійний інститут 1971 року, технологія і комплексна механізація підземної розробки родовищ корисних копалин, гірничий інженер, Донецький державний університет 1998 року, менеджмент у виробничій сфері, економіст — менеджер.
Кандидат наук з державного управління (15 грудня 2005)
Депутат Донецької обласної ради.
- Вересень 1966 — вересень 1971 — студент Комунарського гірничо-металургійного інституту (Луганська область).
- Лютий 1971 — вересень 1972 — майстер Верхньодніпровського кар'єру, (Дніпропетровська область).
- Вересень 1972 — вересень 1974 — служба в лавах Збройних Сил СРСР.
- Вересень 1974 — червень 1976 — виконувач обов'язки механіка, старший майстер Верхньодніпровського кар'єру (Дніпропетровська область).
- Червень — грудень 1976 — виконроб Оленівської дільниці буропідривних робіт виробничого об'єднання «Донецькпідривпром», Донецька область.
- Грудень 1976 — червень 1982 — голова Вуглегірської міської ради (місто Єнакієве Донецької області).
- Червень 1982 — квітень 1989 — заступник голови, перший заступник голови виконкому Єнакіївської міської ради (Донецька область).
- Квітень 1989 — липень 1994 — голова Єнакіївської міської ради, голова виконкому Єнакіївської міської ради.
- Серпень 1994 — серпень 1995 — заступник директора Єнакіївського коксохімічного заводу (Донецька область).
- Серпень 1995 — квітень 1998 — перший заступник голови виконкому Єнакіївської міської ради, Донецька область.
- Квітень — червень 1998 — голова Єнакіївської міської ради (Донецька область).
- Червень 1998 — жовтень 2001 — начальник управління житлово-комунального господарства Донецької ОДА.
- Жовтень 2001 — лютий 2004 — заступник голови Донецької ОДА.
- Лютий 2004 — квітень 2005 — перший заступник голови Державного комітету України з питань житлово-комунального господарства.
- Квітень 2005 — квітень 2010 — заступник голови Донецької ОДА.
- Квітень — червень 2010 — перший заступник міністра з питань житлово-комунального господарства України.
- Червень — грудень 2010 — міністр з питань житлово-комунального господарства України в уряді Миколи Азарова.
- Грудень 2010 — червень 2011 — перший заступник міністра регіонального розвитку, будівництва та житлово-комунального господарства України. Звільнений Указом Президента України від 1 червня 2011 р. № 638/2011. За словами прем'єр-міністра Миколи Азарова, «не впорався з покладеними на нього обов'язками з контролю над ціноутворенням у сфері житлово-комунального господарства»[1].

## Нагороди та відзнаки
- Заслужений працівник сфери послуг України (1999)
- Медаль «10 років незалежності України» (2001)
- Нагрудний знак «Почесний працівник житлово-комунального господарства України» ІІ ступеня (2004)
- Нагрудний знак «Почесний працівник житлово-комунального господарства України» І ступеня (2007)
- Нагрудний знак "Державна служба України «За сумлінну працю» (2009)
- Подяка Президента України (2010)